# بكر شيخون
بكر شيخون فنان تشكيلي سعودي ولد في إندونيسيا عام 1946م. وهو فنان مُقل في إنتاجه وعميق في طرحه، أقام العديد من المعارض الفنية، وصدر له كتاب (حكايات تشكيلية).

## التعليم
- حصل على دبلوم من أكاديمية الفنون الجميلة في روما عام 1980م
- حصل على دبلوم من معهد التربية الفنية في الرياض عام 1969م.[3]

## معارض فنية وأعمال
- معرض رباعي مع فنانين عرب في جدة عام 1971م.
- معرض أندية المنطقة الغربية في الطائف عام 1972م.
- معرض ابيسا الدولي في إسبانيا عام 1972م.
- معارض جماعية في كل من روما، بسكارا، فلورنسا عام 1975م.
- معرض شخصي في جدة عام 1982م.
- معرض شخصي في الشارقة عام 1989م.
- معرض شخصي في جدة عام 1418هـ.
- بينالي القاهرة الدولي 2001م.
- بينالي الشارقة الدولي عامي 2001 و 2002م.[4]
- شارك في معرض إبداعات سعودية معاصرة عام 2010م.[5]
- (ريتا 2) عمل أنتجه في عام 1977م لموديل رسمها بطريقته جاعلاً منها سيدة ورقة اللعب (الكوتشينه) بانعكاس وتكرار للموديل.
- في عام 1984م قدم الفنان بكر عمله (الريال)، وهوة عبارة عن صورة مكبرة لطرف ريال مكتوب عليها (مات أبي وأورثني ألف ريال. يا ليت كان ألف أب وماتوا جميعاً فكان ورثي ألف ألف ريال).
- من أعماله المهمة عمل (السلم المقلوب) الذي أنتجه في عام 2000م.
- (آلة الفوشار).[5]
- (الكرسي والبيضة).[6]
- ومن أعماله: (حجرة التنفيس، أوراق التقويم 1 / 2 / 3 / 4، سيمفونية النغمة الواحدة، أمجاد يا عرب، مقطع من جريدة يومية، فيديو آرت، لماذا رقصنا ذلك اليوم، تقنية فلاش، الحذاء والشاشة المكسورة، القلعة السوداء – امرأة ونقوش – وثلاثة وجوه أنثوية).[7]

## الجوائز
- الجائزة الأولى لمسابقة أندية المنطقة الغربية في الطائف 1972م.
- الجائزة الأولى للمعرض الدولي للفنانين الأجانب في إيطاليا 1975م.
- جائزة اقتناء في معرض بسكارا المستقبل في إيطاليا 1978م.
- جائزة الشراع الذهبي معرض السنيتين بالكويت 1983م.[8]

## مؤلفات
(حكايات تشكيلية) صدر عن دائرة الإعلام والثقافة في الشارقة عام 2015م.